# Vinåstjärnen, Ångermanland
Vinåstjärnen är en sjö i Nordmalings kommun i Ångermanland och ingår i Leduåns huvudavrinningsområde. Sjön har en area på 0,0687 kvadratkilometer och ligger 251,9 meter över havet. Sjön avvattnas av vattendraget Bakombergsbäcken. Vid provfiske har lake, regnbåge och öring fångats i sjön.

## Delavrinningsområde
Vinåstjärnen ingår i det delavrinningsområde (707493-166525) som SMHI kallar för Utloppet av Vinåstjärnen. Medelhöjden är 260 meter över havet och ytan är 0,34 kvadratkilometer. Det finns inga avrinningsområden uppströms utan avrinningsområdet är högsta punkten. Bakombergsbäcken som avvattnar avrinningsområdet har biflödesordning 2, vilket innebär att vattnet flödar genom totalt 2 vattendrag innan det når havet efter 43 kilometer. Avrinningsområdet består mestadels av skog (59 procent). Avrinningsområdet har 0,06 kvadratkilometer vattenytor vilket ger det en sjöprocent på 18,6 procent.